# Caroline Kubin

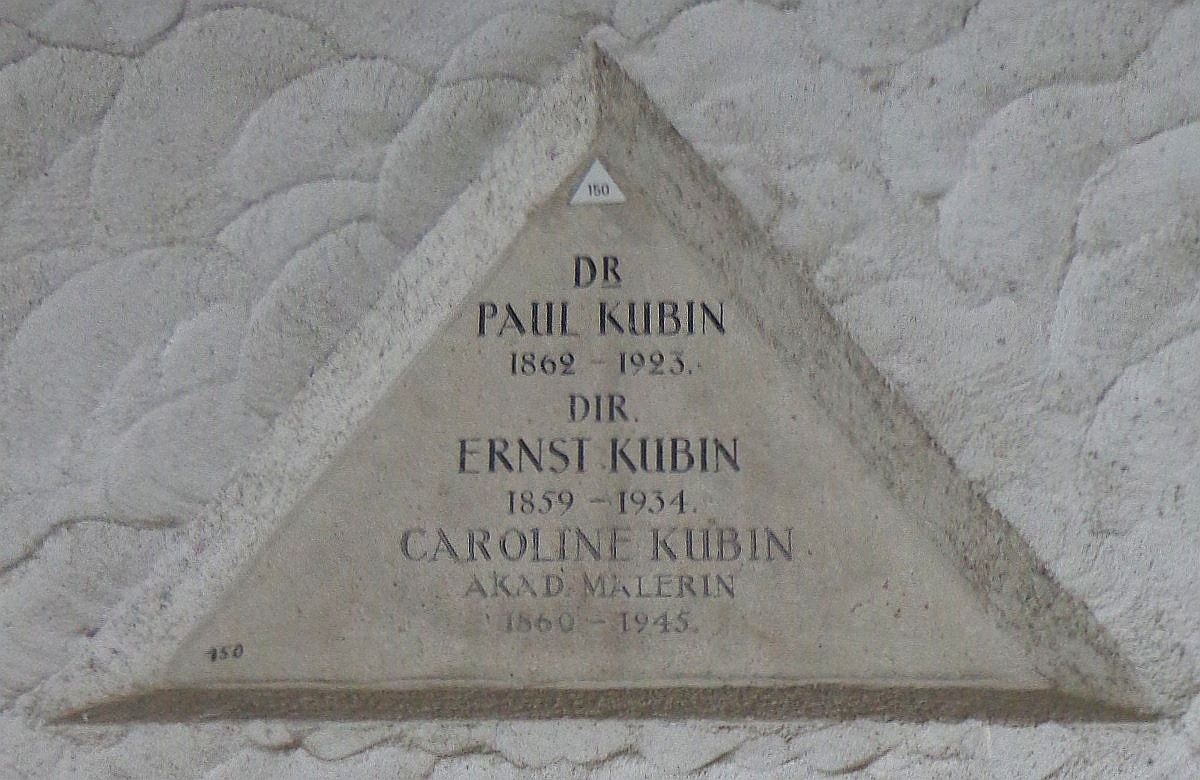
Urnengrab der Familie Kubin auf dem Arkadenhof der Feuerhalle Simmering

Caroline Kubin (* 22. Oktober 1860 in Chrudim; † 12. Juli 1945 in Wien) war eine österreichische Malerin.

## Leben
Caroline Kubin hielt sich zu Studienzwecken zunächst in Brüssel und Antwerpen auf, was sich auf ihr Werk der 1880er und 1890er Jahre auswirkte, insbesondere wohl durch den Einfluss von Fernand Khnopff. Später besuchte sie die Akademie in Prag, wo sie von 1893 bis 1896 tätig war. In Anschluss an einen kurzen Zwischenaufenthalt in Wien ging sie nach München. Dort gehörte sie der Luitpold-Gruppe an und beschickte regelmäßig die Ausstellungen im Glaspalast.
Ab ca. 1905 lebte Kubin wieder in Wien und präsentierte auch dort ihre Werke, unter anderem bei der Kunstschau 1908 und mit der Wiener Secession. Studienreisen führten sie nach Italien, wo sie für längere Zeit in Florenz und Rom weilte. 1945 starb sie im Alter von 84 Jahren in Wien und wurde auf dem Friedhof der Feuerhalle Simmering bestattet.

## Werk

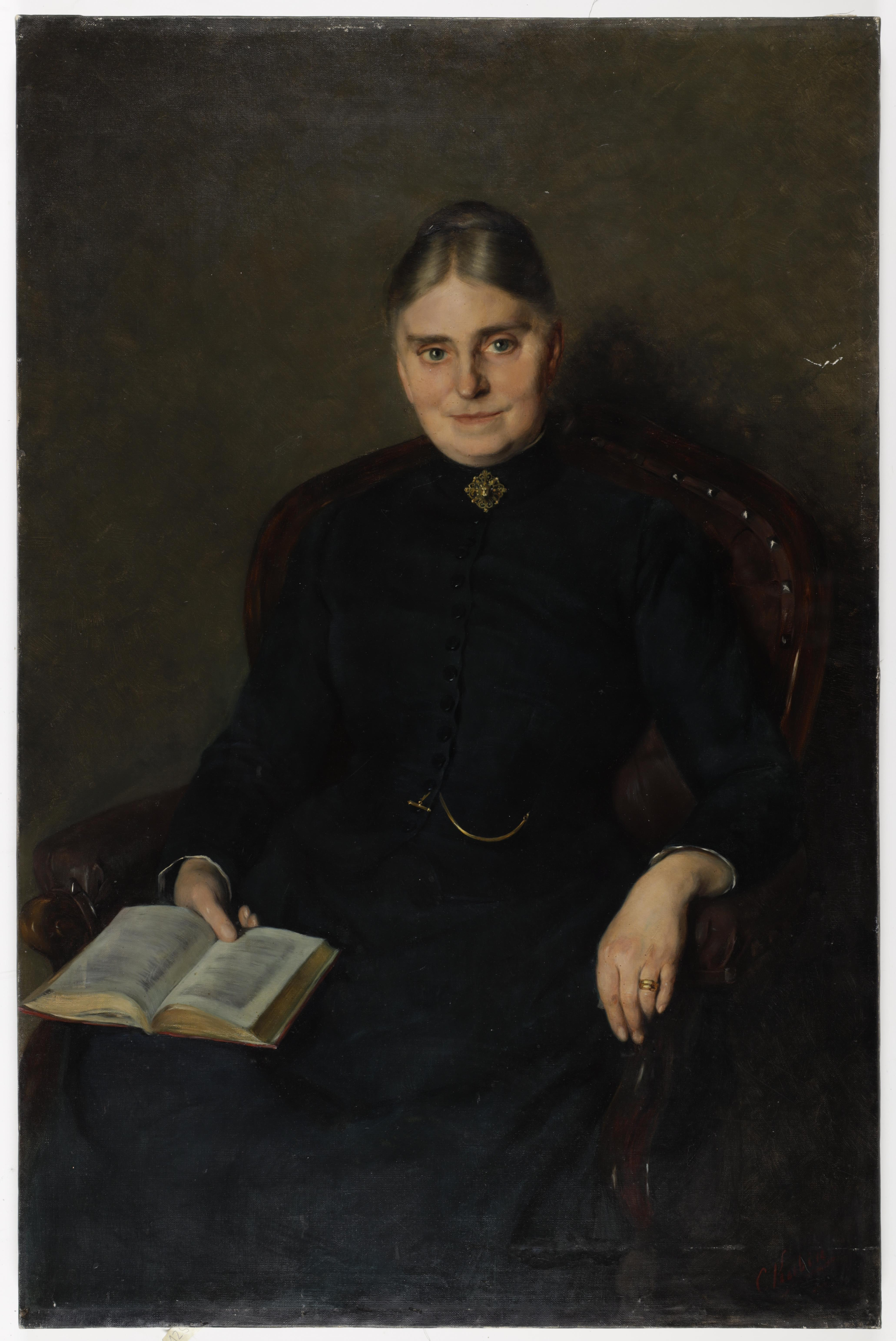
Sitzportrait einer Dame mit Buch

Caroline Kubin malte bevorzugt Stillleben, insbesondere mit Blumenmotiven. Außerdem widmete sie sich der Genre- und Landschaftsmalerei mit Darstellungen aus dem Riesengebirge, den Alpentälern und der Gegend um Fiume.
Werke (Auswahl)
- Sitzportrait einer Dame mit Buch, signiert „C Kubin“, undeutlich datiert, rückseitig bezeichnet „Weihnachten 1888“, Öl auf Leinwand, ca. 111 × 73 cm
- Birken, Öl, ausgestellt 1902 Hagenbund
- Im Garten, ausgestellt 1908 Kunstschau, Wien
- Blumen, signiert „C. Kubin“, auf der Rückseite Klebezettel in Handschrift: „Großes Stilleben mit Topfpflanzen ...“, Öl auf Leinwand, 90 × 100 cm, ausgestellt 1912 Frauenkunst, Brühlsche Terrasse, Dresden
- Blumenkorb, Aus dem Riesengebirge, Blumen und Früchte und Gemüse, Öl, ausgestellt 1918 Vereinigung bildender Künstler Österreichs
- Hyazinthe, Öl auf Karton, 41 × 32,5 cm, Sammlung Belvedere
- Kopf einer alten Frau mit der Hand am Mund, um 1890, Öl auf Leinwand, 45 × 28,5 cm, Sammlung Belvedere

## Ausstellungen (Auswahl)
- 1893: Münchener Secession
- 1893: Wiener Künstlerhaus
- 1896, 1898, 1903, 1904: Glaspalast, München
- 1899: Große Berliner Kunstausstellung
- 1902: 5. Ausstellung Hagenbund, Wien
- 1904: 65. Jahresausstellung, Rudolfinum, Prag
- 1908: Kunstschau, Wien
- 1909: Internationale Kunstschau, Wien
- 1910: Frühjahr-Ausstellung der Münchener Secession, München
- 1912: Frauenkunst, Brühlsche Terrasse, Dresden
- 1918: 50. Ausstellung der Vereinigung bildender Künstler Österreichs Secession – Wien
- 1946: Caroline Kubin – Gerhild Diesner, Neue Galerie, Wien[4]
- 1946: Ein Kunstwerk als Geschenk, Neue Galerie, Wien
- 2017: Die Kraft des Alters, Unteres Belvedere, Wien[5]